# جيانلوكا توسكانو
جيانلوكا توسكانو (بالإيطالية: Gianluca Toscano)‏ هو لاعب كرة قدم إيطالي في مركز الهجوم، ولد في 13 يناير 1984 في روما في إيطاليا. لعب مع إيه سي ميلان ونادي أسكولي ونادي بيزا.